# ロストフ州

ロストフ州
ロシア語: Ростовская область

南部連邦管区の地図。ロストフ州の位置は7である。

ロストフ州（ロストフしゅう、ロシア語: Ростовская область）は、ロシア連邦を構成する州（オーブラスチ）のひとつ。南部連邦管区に属し、北カフカスに位置する。

## 地理
歴史的にクバーニと呼ばれた地方である。
西側で、ウクライナとアゾフ海に接し、北でヴォロネジ州に、東でカルムイク共和国とヴォルゴグラード州に、南にクラスノダール地方と接する。主要河川としては、アゾフ海に流れ込むドン川が流れる。
南東部にはクマ＝マヌィチ窪地があり、一帯には塩性湿地および栗色土の帯状植生、特にウシノケグサ属、ニガヨモギなどが生える乾燥性、半乾燥性のステップが発達している。一帯は2008年にユネスコの生物圏保護区に指定された。

## 歴史
1773年のプガチョフの乱の混乱後、1775年にザポロージャのシーチが廃止。1786年に初めてドン軍管州（Земля Войска Донского、1786年 - 1870年）が設置される。1787年に露土戦争が勃発、急遽旧ザポロージャのシーチのウクライナ・コサックから黒海コサック軍が編成される。1792年に黒海コサック軍がクバーニへ移住。1860年にクバーニ・コサック軍となった。ドン軍管州（1870年 - 1920年）、ドン全大軍（1918年 - 1920年）を経て、ドン州（1920年 - 1924年）とドネツィク州に分割。北カフカス・クライにドン州を併入。1937年3月にグリゴリー・オルジョニキーゼにちなみオルジョニキーゼ・クライ（Орджоникидзевский край）と改名。1943年1月12日に北カフカス・クライが分割されロストフ州となる。
第二次世界大戦後には、タガンログに第475収容地区（グラーグ）が設置され、シベリア抑留を受けた日本人捕虜の一部が移送され、強制労働に従事した。

### ロシアのウクライナ侵攻に関連した動き
- 2023年7月28日、ロストフ州タガンログがウクライナのミサイル攻撃を受ける。ロシア国防省はミサイルの迎撃に成功して、市内に破片が落下したことを発表。また、州知事は市中心部でロケット弾が爆発して、割れたガラスで負傷者がでたことをSNSで伝えた。さらにロシア保健省は、負傷者数が14人がであることを発表した[3]。

## 歴代の州知事
1. ウラジミール・チュブ（ロシア語版、英語版）（1991年10月8日-2010年6月14日）
2. ヴァシリー・ゴルブエフ（ロシア語版、英語版）（2010年6月14日-現職、 2015年6月8日-9月29日は後任決まらず代行）

## 主な都市
- ロストフ・ナ・ドヌ：州都
- タガンログ
- シャフチ
- ヴォルゴドンスク
- ノヴォチェルカスク
- バタイスク
- ノヴォシャフチンスク
- カメンスク＝シャフチンスキー
- アゾフ
- グコヴォ
- サリスク
- クラスヌイ・スリン

## 標準時
この地域は、モスクワ時間帯の標準時を使用している。時差はUTC+3時間で、夏時間はない。（2011年3月までは、標準時がUTC+3で夏時間がUTC+4、同年3月から2014年10月までは通年UTC+4であった）